# Coll de Sas
El Coll de Sas és un coll a 1.483,7 m d'altitud situat en el terme municipal de Sarroca de Bellera (antic terme de Benés, de l'Alta Ribagorça), del Pallars Jussà.
Passa per aquest coll la pista actual que mena a Sas des de Sentís. Es troba al sud-est del poble de Sas i al nord-est del Turó de Sant Quiri, al nord de Sentís i al nord-oest de Benés.